# Камикава, Дайки
Дайки Камикава (яп. 上川 大樹; род. 9 ноября 1989, Ямагути) — японский дзюдоист, чемпион и призёр чемпионатов Японии по дзюдо, призёр Азиатских игр, чемпион мира, участник летних Олимпийских игр 2012 года в Лондоне.

## Карьера
Выступал в тяжёлой (свыше 100 кг) и абсолютной весовых категориях. Чемпион (2011 и 2014 годы), серебряный (2010, 2012-2014, 2016 годы) и бронзовый (2016 год) призёр чемпионатов Японии. В 2010 году стал бронзовым призёром Азиатских игр 2010 года в Гуанчжоу и победителем чемпионата мира в Токио.
На Олимпиаде в Лондоне Камикава победил гватемальца Даррела Кастильо, но затем уступил белорусу Игорю Макарову и стал 9-м в итоговом зачёте.